# Kyanovodík
Kyanovodík (HCN) je bezbarvá, velmi těkavá kapalina s intenzivním pachem hořkých mandlí. Soli kyanovodíku – kyanidy – se mohou vlivem vzdušné vlhkosti a oxidu uhličitého rozkládat za vzniku kyanovodíku. Roztok kyanovodíku ve vodě je označován jako kyselina kyanovodíková.

## Vlastnosti
Kyanovodík je velmi silný jed – LD50 kyanovodíku je 1,5 mg/kg těla, smrtelná koncentrace LC50 je 25 ppm. Toxický účinek spočívá v blokování enzymů tkáňového dýchání – konkrétně inhibuje funkci enzymu dýchacího řetězce cytochromu c oxidázy. Transport kyslíku v krvi je zachován, ale nastává tkáňová hypoxie. Toxicita však velmi závisí na koncentraci a době působení, i středně vysoké dávky absorbované během desítek minut nebudou mít letální následky (např. 0,1 g/m3 bude letální až po hodině dýchání), ovšem jen lehce vyšší koncentrace navodí smrt během jednotek minut (2,4 g/m3 po dobu jedné minuty). Toxický exponent n je tak n = 1,5.
Kyanovodík je extrémně hořlavý, hoří podle rovnice:
4HCN +9O2 → 2H2O + 4CO2 + 4NO2

## Výroba
Kyanovodík lze vyrobit:
- reakcí amoniaku a oxidu uhelnatého při teplotě 500–700 °C za přítomnosti oxidu hlinitého,
- částečnou oxidací směsi methanu a amoniaku vzdušným kyslíkem na rozžhaveném platinovém sítě,
- rozkladem formamidu při teplotě 400 °C za přítomnosti katalyzátoru.

## Využití
- v organické syntéze
- v chemické analýze
- jako pesticid
- jako bojový plyn
- při vykonávání trestu smrti v plynových komorách.
- při likvidaci hlodavců v kanalizačních sítích

Kyanovodík přes svou vysokou toxicitu a letálnost (usmrcení) není jako bojový plyn příliš vhodný, protože je lehčí než vzduch a rychle vyprchá do okolní atmosféry. Nebezpečné jsou uzavřené neodvětrané prostory a blízké okolí místa malého úniku. Velké úniky ale mohou vytvořit přízemní mrak únikem ochlazeného vzduchu, který je hlavně ve městě smrtelně nebezpečný.
Uragan D2 se používá jako dezinsekční a deratizační prostředek při plynování (fumigaci) např. v zemědělství. Kyanovodík byl hlavní složkou Cyklonu B, látky používané nacisty v koncentračních táborech.
Kyanovodík může vznikat jako součást zplodin při požárech, hořením plastů jako polyurethan, polyamidy, melamin apod.

## Zajímavosti
- Kyanovodík byl objeven jako jedna z prvních sloučenin uhlíku v protoplanetárním disku u hvězdy AA Tauri.
- Kyanovodík byl jednou z chemických látek, které při katastrofě chemičky v indickém Bhópálu zavinily smrt tisíců lidí.[3]
- Kyselina kyanovodíková vzniká v lidském těle při trávení meruňkových jader, kvůli trávení amygdalinu.[4]

## Kyselina kyanovodíková
Kyselina kyanovodíková (zapisovaná stejným chemickým vzorcem HCN) je označení pro vodný roztok plynného kyanovodíku. Je to velmi slabá kyselina (pKa = 9,1), bezbarvá kapalina, jejíž bod varu je 26,5 °C. Používá se jako bojová látka. Zapáchá po hořkých mandlích. Je velmi jedovatá, smrtelná je již dávka o hmotnosti 0,05 g. Její soli – kyanidy – se používají k mnohým účelům jako např. získávání zlata. Je obsažen i v hořkých mandlích ve formě glykosidu amygdalinu – ze kterého se uvolní v žaludku pomocí kyseliny chlorovodíkové.

### Příprava kyseliny kyanovodíkové
Může se připravit mnoha způsoby, např. :
Rozkladem svých solí kyselinami, např. kyselinou sírovou:
2KCN + H2SO4 → K2SO4 + 2HCN
Spalování směsi methanu a amoniaku za použití katalyzátoru (platina s příměsí rhodia) je spíše průmyslovou výrobou, k laboratorní přípravě tato metoda není vhodná (probíhá za teplot 1000–1200 °C).
2NH3 + 2CH4 + 3O2 → 2HCN + 6H2O
Další možnosti laboratorní přípravy jsou např. rozklad hexakyanoželeznatanu draselného kys. sírovou, reakce kyanidu rtuťnatého se sulfanem, dehydratace formamidu (případně mravenčanu amonného nebo i formaldoximu) vhodným činidlem, např. oxidem fosforečným, nebo lze použít velmi elegantní přípravu kyanovodíku in situ hydrolýzou trimethylsilylkyanidu přesným množstvím vody
2Me3SiCN + H2O → 2HCN + Me3SiOSiMe3

### Soli kyseliny
Soli kyseliny kyanovodíkové se nazývají kyanidy. Kyanidy alkalických kovů jsou snadno rozpustné ve vodě, zatímco kyanidy těžkých kovů jsou ve vodě až na výjimky nerozpustné. Nejdůležitějšími kyanidy jsou kyanid sodný a draselný.
Kromě jednoduchých kyanidů s aniontem CN− existují i složitější sloučeniny s kyanidovým aniontem, komplexní sloučeniny. Příkladem těchto sloučenin jsou hexakyanoželezitany a hexakyanoželeznatany, existují také hexakyanomanganatany. Nejdůležitějšími sloučeninami tohoto typu jsou hexakyanoželezitan draselný, hexakyanoželeznatan draselný a berlínská modř.

### Použití kyseliny kyanovodíkové
Kyselina kyanovodíková je prudce jedovatá. Může se používat jako postřik proti škůdcům v zemědělství. Velké nebezpečí spočívá v použití této sloučeniny jako chemické zbraně. Byla také používána jako složka nechvalně proslulého cyklonu B, který nacisté používali v koncentračních táborech.